# Bertrée
Bertrée is een deelgemeente van de Belgische gemeente en stad Hannuit in het arrondissement Borgworm van de provincie Luik van het Waals gewest. Tot 1 januari 1965 was het een zelfstandige gemeente.

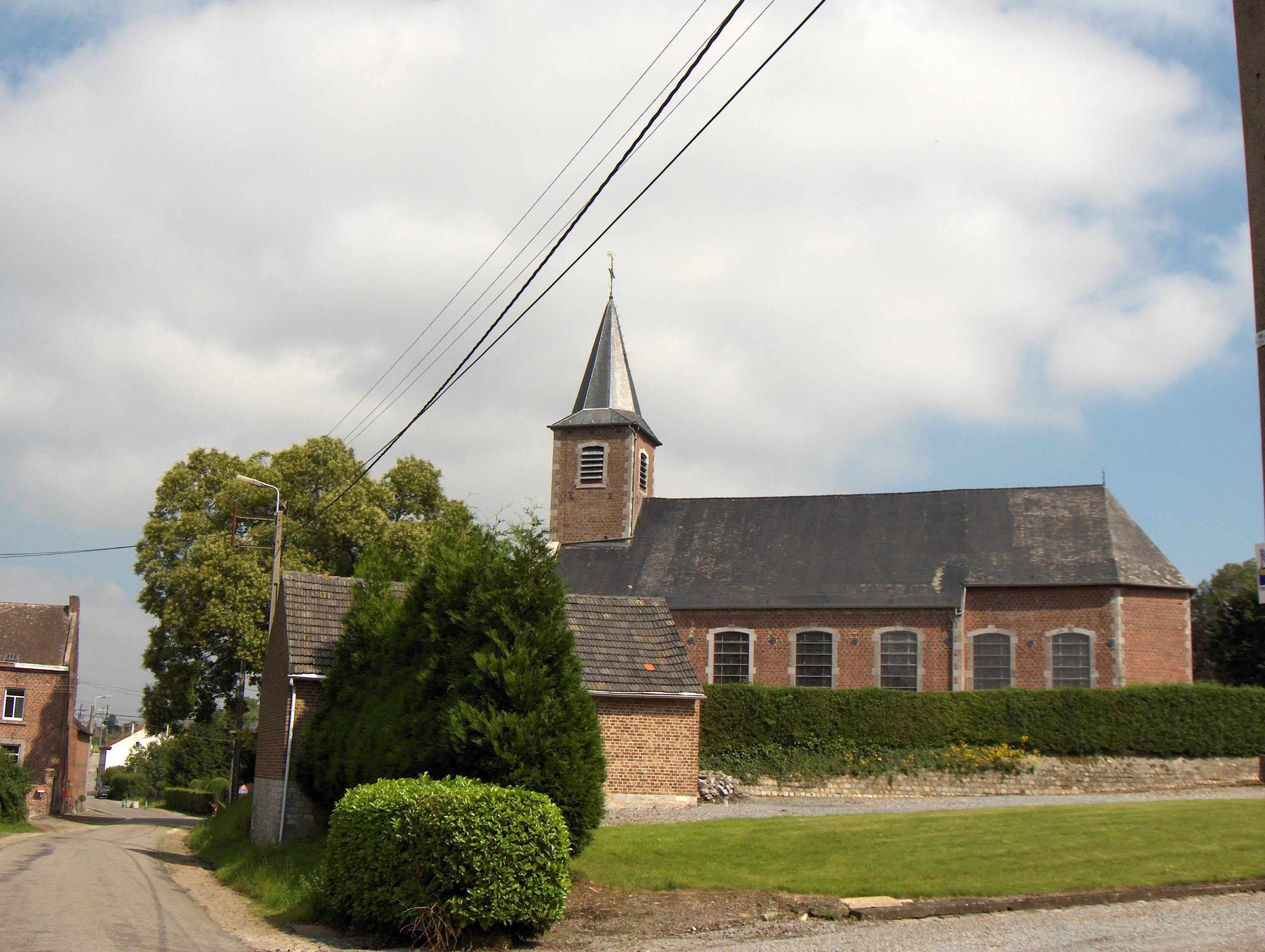
De kerk van Bertrée

## Geografisch
Bertrée grenst in het noorden aan Walshoutem (aan de taalgrens met Vlaams-Brabant), in het oosten aan Cras-Avernas en Trognée, in het zuiden aan Poucet en Hannuit, en ten slotte in het westen aan Avernas-le-Bauduin.

## Bezienswaardigheden
- De Sint-Pieterskerk (Église Saint-Pierre) is een classicistisch kerkgebouw van 1756-1758. het portaal is een overblijfsel van de vroegere, 16e-eeuwse, kerk.
- Overblijfselen van de in 1124 gestichte priorij, afhankelijk van de Abdij van Cluny, in de 14e eeuw verlaten en daarna ingevoegd in een vierkantshoeve die ook in de 18e en 19e eeuw werd uitgebreid en verbouwd.

## Natuur en landschap
De hoogte aan de kerk bedraagt 121 meter.

## Demografische ontwikkeling
- Bronnen:NIS, Opm:1831 tot en met 1961=volkstellingen

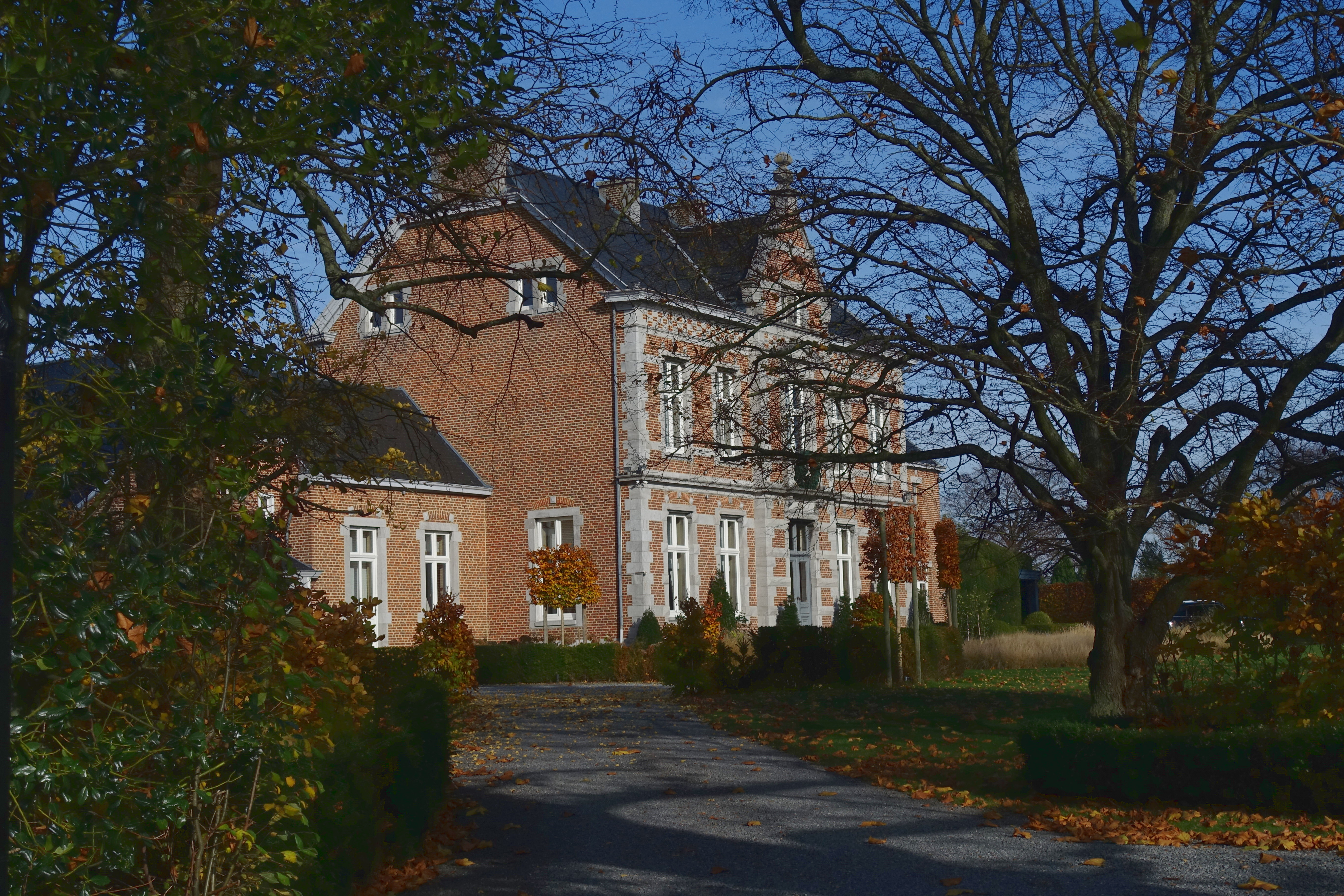
Priorij van Bertrée

## Nabijgelegen kernen
Avernas-le-Bauduin, Walshoutem, Cras-Avernas, Trognée, Poucet, Hannut